# Escapology
Escapology is het vijfde studioalbum van de Britse zanger Robbie Williams, uitgebracht in 2002. Het was diens laatste samenwerking met producent en mede-schrijver Guy Chambers. Wereldwijd zijn meer dan 6,5 miljoen exemplaren van het album verkocht. In Nederland werd de plaat het bestverkochte album van 2003 en stond het in de top 5 van bestverkochte cd's van het decennium 2000-2009.

## Geschiedenis
In 2002 tekende Williams een recorddeal ter waarde van 80 miljoen pond met platenmaatschappij EMI. Hij kreeg een voorschotten van 25 en 30 miljoen pond voor twee albums. Daarnaast kwamen ze overeen dat EMI een kwart van Williams' overige inkomsten kreeg. Het ging daarbij om onder meer televisiespecials, merchandise, tours en sponsorcontracten.
De opnames voor Escapology startten in 2002, ruim een jaar na Williams' laatste studiosessie. Het album betekende de start van een nieuw tijdperk voor de zanger. Hij ging zich meer bemoeien met de totstandkoming van de nummers en nam ook een actieve rol in het schrijfproces. One Fine Day, Nan's Song en Come Undone waren de eerste drie nummers die Williams schreef zonder de input van zijn vaste tekstschrijver Guy Chambers. Williams wilde dat het album ook anders zou klinken ten opzichte van zijn vorige werk. Het moest volgens hem 'rauw, ranzig en eerlijk' worden. De teksten zijn grotendeels gebaseerd op Williams' eigen leven als popster.
Als onderdeel van het megacontract met EMI, probeerde de platenmaatschappij Williams ook op de kaart te zetten in de Verenigde Staten. Op de Amerikaanse versie van het album waren Song 3, Hot Fudge en Cursed geschrapt en waren Get a Little High en One Fine Day, die de Europese versie niet haalden, toegevoegd. How Peculiar (Reprise), een van de verborgen tracks op de Europese versie, werd op de Amerikaanse een normale albumtrack.

### Ontvangst
Het album werd direct na de release in november 2002 een nummer 1-hit in verschillende Europese landen, waaronder Williams' thuisland Groot-Brittannië, Nederland en Vlaanderen. In het Verenigd Koninkrijk werd Escapology het bestverkochte album van 2002 met 1,2 miljoen verkochte exemplaren. In Nederland stond de cd in totaal vijftien weken op nummer 1 in de Album Top 100, goed voor een gedeeld vijfde plaats in de lijst van meeste weken op nummer 1. Met de verkoopresultaten van slechts een maand stond het al op plaats 17 in de jaarlijst van 2002. Een jaar later werd het album de bestverkochte plaat van 2003. De vier nummers die uitkwamen op single deden het ook goed in Nederland. Zo werd Feel Williams' eerste nummer 1-hit in Nederland en bereikte ook Something Beautiful en Come Undone de top 10 in de Nederlandse Top 40.
In Amerika wist Williams opnieuw geen potten te breken. Daar kwam Escapology niet verder dan plaats 43 in de Billboard 200. 

## Afspeellijst
| Nr. | Titel                                 | Schrijver(s)                                                | Duur |
| --- | ------------------------------------- | ----------------------------------------------------------- | ---- |
| 1.  | How Peculiar                          | Robbie Williams, Guy Chambers                               | 3:13 |
| 2.  | Feel                                  | Williams, Chambers                                          | 4:22 |
| 3.  | Something Beautiful                   | Williams, Chambers                                          | 4:48 |
| 4.  | Monsoon                               | Williams, Chambers                                          | 3:46 |
| 5.  | Sexed Up                              | Williams, Chambers                                          | 4:19 |
| 6.  | Love Somebody                         | Williams, Chambers                                          | 4:10 |
| 7.  | Revolution (featuring Rose Stone)     | Williams, Chambers                                          | 5:44 |
| 8.  | Handsome Man                          | Williams, Chambers, Adrian Deevoy                           | 3:54 |
| 9.  | Come Undone                           | Williams, Ashley Hamilton, Daniel Pierre, Kristian Ottestad | 4:38 |
| 10. | Me and My Monkey                      | Williams, Chambers                                          | 7:12 |
| 11. | Song 3                                | Williams, Chambers                                          | 3:48 |
| 12. | Hot Fudge                             | Williams, Chambers                                          | 4:05 |
| 13. | Cursed                                | Williams, Chambers, Deevoy                                  | 4:01 |
| 14. | Nan's Song                            | Williams                                                    | 3:52 |
| 15. | How Peculiar (Reprise) (hidden track) | Williams, Chambers                                          | 2:08 |
| 16. | I Tried Love (hidden track)           | Williams, Chambers                                          | 3:38 |

## Hitnotering

### Nederland
| "Escapology" in de Nederlandse Album Top 100 - binnen: 30-11-2002 | "Escapology" in de Nederlandse Album Top 100 - binnen: 30-11-2002 | "Escapology" in de Nederlandse Album Top 100 - binnen: 30-11-2002 | "Escapology" in de Nederlandse Album Top 100 - binnen: 30-11-2002 | "Escapology" in de Nederlandse Album Top 100 - binnen: 30-11-2002 | "Escapology" in de Nederlandse Album Top 100 - binnen: 30-11-2002 | "Escapology" in de Nederlandse Album Top 100 - binnen: 30-11-2002 | "Escapology" in de Nederlandse Album Top 100 - binnen: 30-11-2002 | "Escapology" in de Nederlandse Album Top 100 - binnen: 30-11-2002 | "Escapology" in de Nederlandse Album Top 100 - binnen: 30-11-2002 | "Escapology" in de Nederlandse Album Top 100 - binnen: 30-11-2002 | "Escapology" in de Nederlandse Album Top 100 - binnen: 30-11-2002 | "Escapology" in de Nederlandse Album Top 100 - binnen: 30-11-2002 | "Escapology" in de Nederlandse Album Top 100 - binnen: 30-11-2002 | "Escapology" in de Nederlandse Album Top 100 - binnen: 30-11-2002 | "Escapology" in de Nederlandse Album Top 100 - binnen: 30-11-2002 | "Escapology" in de Nederlandse Album Top 100 - binnen: 30-11-2002 | "Escapology" in de Nederlandse Album Top 100 - binnen: 30-11-2002 | "Escapology" in de Nederlandse Album Top 100 - binnen: 30-11-2002 | "Escapology" in de Nederlandse Album Top 100 - binnen: 30-11-2002 | "Escapology" in de Nederlandse Album Top 100 - binnen: 30-11-2002 | "Escapology" in de Nederlandse Album Top 100 - binnen: 30-11-2002 | "Escapology" in de Nederlandse Album Top 100 - binnen: 30-11-2002 | "Escapology" in de Nederlandse Album Top 100 - binnen: 30-11-2002 | "Escapology" in de Nederlandse Album Top 100 - binnen: 30-11-2002 | "Escapology" in de Nederlandse Album Top 100 - binnen: 30-11-2002 | "Escapology" in de Nederlandse Album Top 100 - binnen: 30-11-2002 | "Escapology" in de Nederlandse Album Top 100 - binnen: 30-11-2002 | "Escapology" in de Nederlandse Album Top 100 - binnen: 30-11-2002 | "Escapology" in de Nederlandse Album Top 100 - binnen: 30-11-2002 | "Escapology" in de Nederlandse Album Top 100 - binnen: 30-11-2002 |
| Week                                                              | 01                                                                | 02                                                                | 03                                                                | 04                                                                | 05                                                                | 06                                                                | 07                                                                | 08                                                                | 09                                                                | 10                                                                | 11                                                                | 12                                                                | 13                                                                | 14                                                                | 15                                                                | 16                                                                | 17                                                                | 18                                                                | 19                                                                | 20                                                                | 21                                                                | 22                                                                | 23                                                                | 24                                                                | 25                                                                | 26                                                                | 27                                                                | 28                                                                | 29                                                                | 30                                                                |
| ----------------------------------------------------------------- | ----------------------------------------------------------------- | ----------------------------------------------------------------- | ----------------------------------------------------------------- | ----------------------------------------------------------------- | ----------------------------------------------------------------- | ----------------------------------------------------------------- | ----------------------------------------------------------------- | ----------------------------------------------------------------- | ----------------------------------------------------------------- | ----------------------------------------------------------------- | ----------------------------------------------------------------- | ----------------------------------------------------------------- | ----------------------------------------------------------------- | ----------------------------------------------------------------- | ----------------------------------------------------------------- | ----------------------------------------------------------------- | ----------------------------------------------------------------- | ----------------------------------------------------------------- | ----------------------------------------------------------------- | ----------------------------------------------------------------- | ----------------------------------------------------------------- | ----------------------------------------------------------------- | ----------------------------------------------------------------- | ----------------------------------------------------------------- | ----------------------------------------------------------------- | ----------------------------------------------------------------- | ----------------------------------------------------------------- | ----------------------------------------------------------------- | ----------------------------------------------------------------- | ----------------------------------------------------------------- |
| Nummer                                                            | 2                                                                 | 2                                                                 | 1                                                                 | 1                                                                 | 1                                                                 | 1                                                                 | 1                                                                 | 1                                                                 | 1                                                                 | 1                                                                 | 1                                                                 | 1                                                                 | 1                                                                 | 4                                                                 | 3                                                                 | 2                                                                 | 2                                                                 | 8                                                                 | 6                                                                 | 7                                                                 | 8                                                                 | 8                                                                 | 9                                                                 | 10                                                                | 11                                                                | 13                                                                | 10                                                                | 18                                                                | 22                                                                | 19                                                                |
| Week                                                              | 31                                                                | 32                                                                | 33                                                                | 34                                                                | 35                                                                | 36                                                                | 37                                                                | 38                                                                | 39                                                                | 40                                                                | 41                                                                | 42                                                                | 43                                                                | 44                                                                | 45                                                                | 46                                                                | 47                                                                | 48                                                                | 49                                                                | 50                                                                | 51                                                                | 52                                                                | 53                                                                | 54                                                                | 55                                                                | 56                                                                | 57                                                                | 58                                                                | 59                                                                | 60                                                                |
| Nummer                                                            | 20                                                                | 15                                                                | 11                                                                | 1                                                                 | 1                                                                 | 1                                                                 | 1                                                                 | 2                                                                 | 3                                                                 | 4                                                                 | 6                                                                 | 6                                                                 | 6                                                                 | 10                                                                | 20                                                                | 23                                                                | 28                                                                | 22                                                                | 22                                                                | 19                                                                | 26                                                                | 31                                                                | 33                                                                | 35                                                                | 40                                                                | 45                                                                | 44                                                                | 38                                                                | 34                                                                | 32                                                                |
| Week                                                              | 61                                                                | 62                                                                | 63                                                                | 64                                                                | 65                                                                | 66                                                                | 67                                                                | 68                                                                | 69                                                                | 70                                                                | 71                                                                | 72                                                                | 73                                                                | 74                                                                | 75                                                                | 76                                                                | 77                                                                | 78                                                                | 79                                                                | 80                                                                | 81                                                                | 82                                                                | 83                                                                | 84                                                                | 85                                                                | 86                                                                | 87                                                                | 88                                                                | 89                                                                | 90                                                                |
| Nummer                                                            | 29                                                                | 35                                                                | 39                                                                | 41                                                                | 44                                                                | 50                                                                | 51                                                                | 52                                                                | 49                                                                | 45                                                                | 47                                                                | 44                                                                | 47                                                                | 50                                                                | 66                                                                | 59                                                                | 65                                                                | 68                                                                | 91                                                                | 95                                                                | 85                                                                | 100                                                               | 98                                                                | 91                                                                | 98                                                                | 93                                                                | 91                                                                | 93                                                                | 44                                                                | 27                                                                |
| Week                                                              | 91                                                                | 92                                                                | 93                                                                | 94                                                                | 95                                                                | 96                                                                | 97                                                                | 98                                                                | 99                                                                | 100                                                               | 101                                                               |                                                                   |                                                                   |                                                                   |                                                                   |                                                                   |                                                                   |                                                                   |                                                                   |                                                                   |                                                                   |                                                                   |                                                                   |                                                                   |                                                                   |                                                                   |                                                                   |                                                                   |                                                                   |                                                                   |
| Nummer                                                            | 39                                                                | 46                                                                | 38                                                                | 49                                                                | 53                                                                | 73                                                                | 58                                                                | 70                                                                | 88                                                                | 92                                                                | 85                                                                | uit                                                               |                                                                   |                                                                   |                                                                   |                                                                   |                                                                   |                                                                   |                                                                   |                                                                   |                                                                   |                                                                   |                                                                   |                                                                   |                                                                   |                                                                   |                                                                   |                                                                   |                                                                   |                                                                   |

### Vlaanderen
| "Escapology" in de Vlaams Ultratop 200 - binnen: 30-11-2002 | "Escapology" in de Vlaams Ultratop 200 - binnen: 30-11-2002 | "Escapology" in de Vlaams Ultratop 200 - binnen: 30-11-2002 | "Escapology" in de Vlaams Ultratop 200 - binnen: 30-11-2002 | "Escapology" in de Vlaams Ultratop 200 - binnen: 30-11-2002 | "Escapology" in de Vlaams Ultratop 200 - binnen: 30-11-2002 | "Escapology" in de Vlaams Ultratop 200 - binnen: 30-11-2002 | "Escapology" in de Vlaams Ultratop 200 - binnen: 30-11-2002 | "Escapology" in de Vlaams Ultratop 200 - binnen: 30-11-2002 | "Escapology" in de Vlaams Ultratop 200 - binnen: 30-11-2002 | "Escapology" in de Vlaams Ultratop 200 - binnen: 30-11-2002 | "Escapology" in de Vlaams Ultratop 200 - binnen: 30-11-2002 | "Escapology" in de Vlaams Ultratop 200 - binnen: 30-11-2002 | "Escapology" in de Vlaams Ultratop 200 - binnen: 30-11-2002 | "Escapology" in de Vlaams Ultratop 200 - binnen: 30-11-2002 | "Escapology" in de Vlaams Ultratop 200 - binnen: 30-11-2002 | "Escapology" in de Vlaams Ultratop 200 - binnen: 30-11-2002 | "Escapology" in de Vlaams Ultratop 200 - binnen: 30-11-2002 | "Escapology" in de Vlaams Ultratop 200 - binnen: 30-11-2002 | "Escapology" in de Vlaams Ultratop 200 - binnen: 30-11-2002 | "Escapology" in de Vlaams Ultratop 200 - binnen: 30-11-2002 | "Escapology" in de Vlaams Ultratop 200 - binnen: 30-11-2002 | "Escapology" in de Vlaams Ultratop 200 - binnen: 30-11-2002 | "Escapology" in de Vlaams Ultratop 200 - binnen: 30-11-2002 | "Escapology" in de Vlaams Ultratop 200 - binnen: 30-11-2002 | "Escapology" in de Vlaams Ultratop 200 - binnen: 30-11-2002 | "Escapology" in de Vlaams Ultratop 200 - binnen: 30-11-2002 | "Escapology" in de Vlaams Ultratop 200 - binnen: 30-11-2002 | "Escapology" in de Vlaams Ultratop 200 - binnen: 30-11-2002 | "Escapology" in de Vlaams Ultratop 200 - binnen: 30-11-2002 | "Escapology" in de Vlaams Ultratop 200 - binnen: 30-11-2002 |
| Week                                                        | 01                                                          | 02                                                          | 03                                                          | 04                                                          | 05                                                          | 06                                                          | 07                                                          | 08                                                          | 09                                                          | 10                                                          | 11                                                          | 12                                                          | 13                                                          | 14                                                          | 15                                                          | 16                                                          | 17                                                          | 18                                                          | 19                                                          | 20                                                          | 21                                                          | 22                                                          | 23                                                          | 24                                                          | 25                                                          | 26                                                          | 27                                                          |                                                             | 28                                                          | 29                                                          |
| ----------------------------------------------------------- | ----------------------------------------------------------- | ----------------------------------------------------------- | ----------------------------------------------------------- | ----------------------------------------------------------- | ----------------------------------------------------------- | ----------------------------------------------------------- | ----------------------------------------------------------- | ----------------------------------------------------------- | ----------------------------------------------------------- | ----------------------------------------------------------- | ----------------------------------------------------------- | ----------------------------------------------------------- | ----------------------------------------------------------- | ----------------------------------------------------------- | ----------------------------------------------------------- | ----------------------------------------------------------- | ----------------------------------------------------------- | ----------------------------------------------------------- | ----------------------------------------------------------- | ----------------------------------------------------------- | ----------------------------------------------------------- | ----------------------------------------------------------- | ----------------------------------------------------------- | ----------------------------------------------------------- | ----------------------------------------------------------- | ----------------------------------------------------------- | ----------------------------------------------------------- | ----------------------------------------------------------- | ----------------------------------------------------------- | ----------------------------------------------------------- |
| Nummer                                                      | 2                                                           | 1                                                           | 1                                                           | 2                                                           | 5                                                           | 5                                                           | 3                                                           | 2                                                           | 2                                                           | 2                                                           | 2                                                           | 6                                                           | 5                                                           | 7                                                           | 17                                                          | 18                                                          | 19                                                          | 33                                                          | 37                                                          | 33                                                          | 28                                                          | 25                                                          | 29                                                          | 30                                                          | 33                                                          | 38                                                          | 47                                                          | uit                                                         | 47                                                          | 9                                                           |
| Week                                                        | 30                                                          | 31                                                          | 32                                                          | 33                                                          | 34                                                          | 35                                                          | 36                                                          |                                                             | 37                                                          | 38                                                          | 39                                                          |                                                             | 40                                                          | 41                                                          | 42                                                          |                                                             |                                                             |                                                             |                                                             |                                                             |                                                             |                                                             |                                                             |                                                             |                                                             |                                                             |                                                             |                                                             |                                                             |                                                             |
| Nummer                                                      | 6                                                           | 10                                                          | 13                                                          | 19                                                          | 25                                                          | 28                                                          | 43                                                          | uit                                                         | 73                                                          | 62                                                          | 83                                                          | uit                                                         | 90                                                          | 88                                                          | 93                                                          | uit                                                         |                                                             |                                                             |                                                             |                                                             |                                                             |                                                             |                                                             |                                                             |                                                             |                                                             |                                                             |                                                             |                                                             |                                                             |